# Santiago Álvarez (Fußballspieler)
Santiago Álvarez (* 29. Juni 1989) ist ein uruguayischer Fußballspieler.

## Karriere

### Verein
Der 1,83 Meter große Offensivakteur Álvarez stand mindestens im Jahr 2005 im Kader des seinerzeitigen Zweitligisten Racing Club de Montevideo. In der Spielzeit 2005 erzielte er drei Treffer in der Segunda División und absolvierte mindestens drei Spiele.

### Nationalmannschaft
Álvarez war Mitglied der von Gustavo Ferrín trainierten U-17-Auswahl Uruguays. Mit dieser nahm er an der U-17-Weltmeisterschaft 2005 teil. Im Verlaufe des WM-Turniers wurde er zweimal (kein Tor) eingesetzt.